# Беноа Манделброт
Беноа Манделброт (фр. Benoît Mandelbrot; Варшава, 20. новембар 1924 — Кембриџ, 14. октобар 2010) био је француски математичар пољског порекла.
Беноа Манделброт је био водећи научник на пољу фракталне геометрије. Био је професор математике. Иако је измислио појам фрактал, многи делови из Фракталне геометрије природе (The Fractal Geometry of Nature) већ су пре описани од стране других математичара. Свеједно све су те теорије биле сматране изолованима, и неприродним, са неинтуитивним особинама. Манделброт их је успео ујединити у једну јединствену теорију. Такође, он је инсистирао на употреби фрактала као реалних и корисних модела за многе природне феномене, укључујући облик обала и река, структуру биљака, крвних жила и плућа; јата галаксија, Брауново кретање, цене на берзи. Манделброт сматра како су фрактали, у многочему, интуитивнији и природнији, него објекти традиционалне еуклидијанске геометрије. Као што каже у уводу фракталне геометрије природе:
Облаци нису сфере, планине нису стошци, обале нису кругови, лавеж није гладак, нити муња не путује равном линијом.

## Биографија
Рођен је у јеврејској породици, у Варшави 1924. године за време Друге пољске републике. Године 1936., док је још био дете, Манделбротова фамилија је емигрирала у Француску. Након завршетка Другог светског рата Манделброт је студирао математику, дипломирају на универзитетима у Паризу и САД, и примајући магистарску диплому у аеронаутици од Калифорнијског технолошког института. Своју каријеру је провео у САД и Француској. Године 1958, започео је 35-годишњу каријеру у IBMу, где је постао IBM Fellow.
Због приступа IBM компјутерима, Манделброт је био један од првих корисника рачунарске графике за креирање и приказивање фракталне геометрије, што је довело до открића Манделбротовог сета 1979. године. Тиме је он успео да покаже како се визуелна комплексност може креирати из једноставних правила. Он је показао да објекти који су се типично сматрали грубим, сложеним или хаотичним, попут облака или морких обала, заправо имају „степен уређености“. Његова истраживачка каријера обухвата доприносе пољима геологије, медицине, космологије, инжењерства и друштвених наука. Научни писац Артур Кларк сматра Манделбротов сет "једном од најзадивљујућих открића у целокупној историји математике".
При крају своје каријере, он је био Стерлинг професор математичких наука на Јејл универзитету, где је био најстарији професор који је добио посао у историји Јејла. Манделброт је такође радио за Пацифичку северозападну националну лабораторију, Université Lillr Nord de France, Институт за напредне студије и Centre National de la Recherche Scientifique. Током своје каријере, он је примио више од 15 почасних доктората и служио у многим научним журналима, као и бројне награде. Његова аутобиографија, The Fractalist, је објављена 2012. године.

## Смрт и наслеђе
Манделброт је умро од рака панкреаса у 85. години у хоспицију у Кембриџу, Масачусетс, 14. октобра 2010. године. Реагујући на вест о његовој смрти, математичар Хајнц-Ото Пајтген је рекао: „[Ако] говоримо о утицају унутар математике и применама у науци, он је једна од најважнијих личности у последњих педесет година.“
Крис Андерсон, кустос ТЕД конференције, описао је Манделброта као „икону која је променила начин на који видимо свет“. Никола Саркози, председник Француске у време Манделбротове смрти, рекао је да је Манделброт имао „моћан, оригиналан ум који никада није бежао од иновација и разбијања унапред створених схватања [...] његово дело, развијено у потпуности изван мејнстрим истраживања, довело је до модерне теорије информација.“ Манделбротова читуља у часопису The Economist истиче његову славу као „славне личности изван академије“ и хвали га као „оца фракталне геометрије“.

## Почасти и награде
Непотпуни списак награда које је добио Манделброт:
- 2004 Best Business Book of the Year Award
- AMS Einstein Lectureship
- Barnard Medal
- Caltech Service
- Casimir Funk Natural Sciences Award
- Charles Proteus Steinmetz Medal
- Franklin Medal
- Harvey Prize (1989)
- Honda Prize
- Humboldt Preis
- Fellow, American Geophysical Union
- IBM Fellowship
- Japan Prize (2003)
- John Scott Award
- Légion d'honneur (Legion of Honour)
- Lewis Fry Richardson Medal
- Medaglia della Presidenza della Repubblica Italiana
- Médaille de Vermeil de la Ville de Paris
- Nevada Prize
- Member of the Norwegian Academy of Science and Letters.[13]
- Science for Art
- Sven Berggren-Priset
- Władysław Orlicz Prize
- Волфова награда за физику (1993)
- Japan Prize (2003)